# Самохваловичский район
Самохва́ловичский район (бел. Самахвалавіцкі раён) — административно-территориальная единица в составе Минского округа Белорусской ССР, существовавшая в 1924—1931 годах. Центр — местечко или село Самохваловичи.
Район был образован 17 июля 1924 года, относился к Минскому округу. 20 августа 1924 был разделён на 15 сельсоветов:
- Гатовский;
- Гричинский;
- Дудичский;
- Кайковский;
- Королищевичский;
- Крупицкий;
- Новодворский;
- Озерский;
- Подгайский;
- Рубилковский;
- Самохваловичский;
- Сеницкий;
- Строчицкий;
- Тростенецкий;
- Узлянский[4].

21 августа 1925 года был образован Озеричинский (Озерищенский) сельсовет. 4 августа 1927 года в результате ликвидации Шацкого района была присоединена территория Тепленского сельсовета. 26 июля 1930 года район перешёл в прямое республиканское подчинение из-за упразднения округов. Район ликвидиован 18 января 1931 года. 9 сельсоветов были включены в черту Минска, Крупицкий, Озерский, Рубилковский сельсоветы — в Койдановский район, Дудичский, Озерищенский и Узлянский сельсоветы — в Пуховичский район, Кайковский сельсовет — в Смиловичский район, Тепленский сельсовет — в Узденский район.